# رکبةالدجاجه
رُکبةالدجاجه (زانوی ماکیان) یا امگا² ماکیان یک ستاره است که در صورت فلکی ماکیان قرار دارد.